# Kleine Fatra

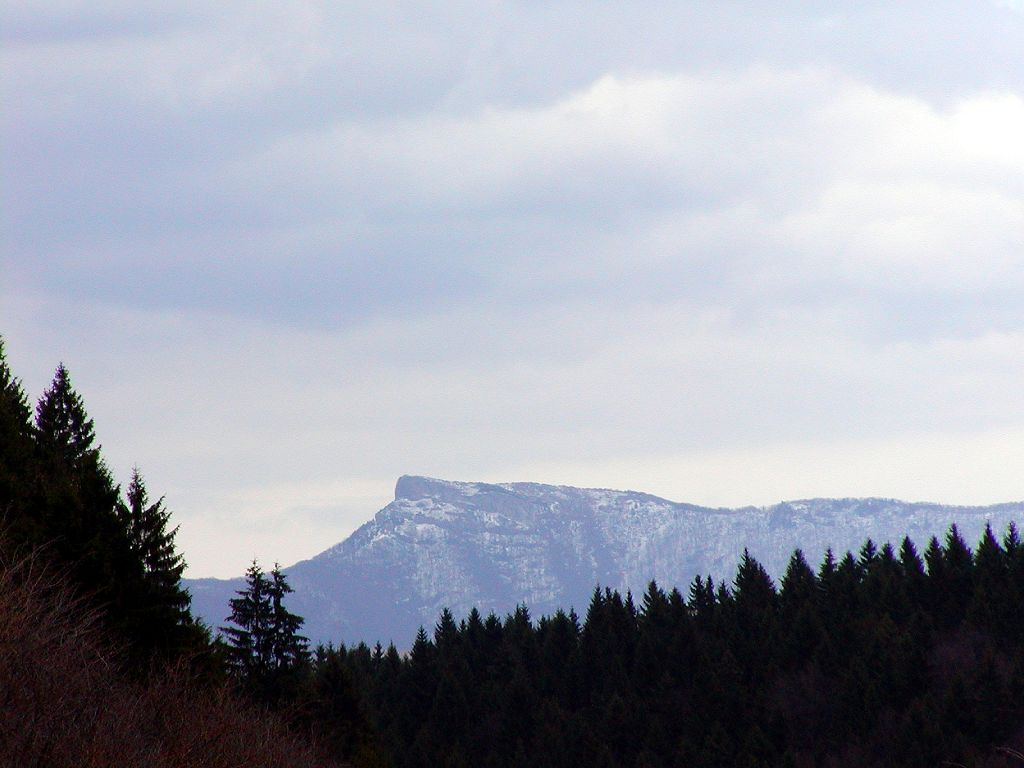
Lúčanská Fatra, Kľak

Die Kleine Fatra (slowakisch Malá Fatra) ist ein 55 Kilometer langes Gebirge im Nordwestteil der Slowakei, südöstlich der Stadt Žilina im Verlauf des Karpatenbogens.
Der Hauptkamm verläuft von Südwest nach Nordost und wird in der Mitte des Gebirges von der Waag (Váh) durchbrochen. An dieser Stelle bilden der Fluss und die Gebirgshänge einen 12 Kilometer langen Engpass, Strečnianska tiesňava (deutsch Engpass von Strečno) genannt. Im Mittelalter wurden die durch den Engpass führenden Handelswege durch die Burgen Starý hrad und Strečno bewacht. Der Engpass trennt die Kleine Fatra in zwei Teile:
- die Krivánska Fatra im Norden (nach dem höchsten Berg Veľký Kriváň, 1709 m, benannt)
- die Lúčanská Fatra im Süden (nach dem höchsten Berg Veľká Lúka, 1476 m, benannt)

Die Kleine Fatra wird begrenzt
- im Norden vom Bergland Kysucká vrchovina,
- im Osten vom Fluss Orava und dem Talkessel Turčianska kotlina (Turzbecken),
- im Süden vom Gebirge Strážovské vrchy im Bergpass Fačkovské sedlo und
- im Westen vom Talkessel Žilinská kotlina (Silleiner Becken).

## Geologie

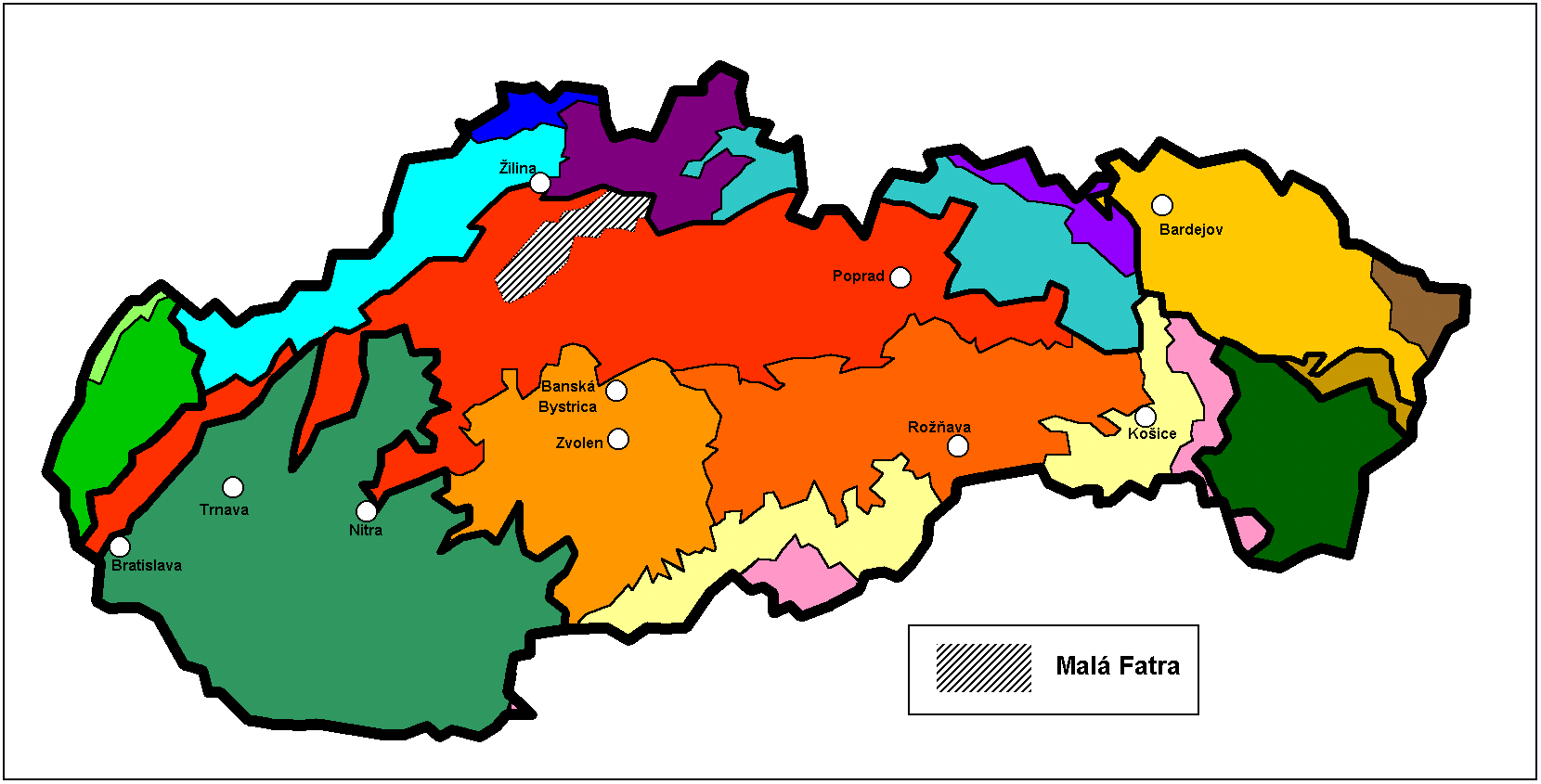
Die Kleine Fatra innerhalb der Geomorphologischen Einteilung der Slowakei

Die geologische Zusammensetzung des Gebirges ist recht vielfältig. Die Lúčanská Fatra und der südliche Hauptkamm der Krivánska Fatra bestehen zum großen Teil aus Granit. Entsprechend ist die Oberfläche weniger gegliedert.

 Der nördliche Hauptkamm der Krivánska Fatra und deren nördliche und östliche Seitenkämme enthalten zu großen Anteilen Kalkstein, Dolomit, Quarzit und Sandstein. Dabei ändern sich die Gesteinsarten häufig auf kleinem Raum.

 Der Kalkstein begünstigte die Entstehung zahlreicher Karsterscheinungen, die jedoch weniger spektakulär als in anderen Regionen des Landes und der Öffentlichkeit nicht zugänglich sind (z. B. die Höhle Kryštálová jaskyňa).

## Flora und Fauna
Die Kleine Fatra ist – abgesehen von den höher gelegenen Arealen und den Weideflächen – dicht bewaldet. Dabei dominieren Buchen und andere Laubbäume. Monokulturen von Fichten sind dagegen vergleichsweise selten zu finden. In höheren Lagen wachsen verbreitet Latschenkiefern. Der Hauptkamm ist überwiegend grasbedeckt.
Die vielerorts auf kleinem Raum wechselnden Gesteine bringen eine abwechslungsreiche Pflanzendecke mit einer großen Anzahl – auch seltener – Arten hervor.
Die Vielfalt der Vegetation begünstigt auch einen recht großen Artenreichtum im Tierreich, insbesondere bei Schmetterlingen und Käfern. Neben den häufiger vorkommenden Wildarten – Rehe, Wildschweine und Hirsche – sind im Gebirge auch Braunbären, Luchse, Steinmarder und Fischotter anzutreffen. Ornithologischerseits sind neben Greifvögeln (Wespen- und Mäusebussard, Sperber, Habicht) verschiedene Eulenarten erwähnenswert.

## Bevölkerung
Das Gebirge selbst ist nur in geringem Umfang bewohnt. Mit Štefanová gibt es im Inneren der Kleinen Fatra nur eine einzige Ortschaft im herkömmlichen Sinne. Dagegen ist die unmittelbare Umgebung recht dicht besiedelt.

 Die Bewohner der Region sind fast ausschließlich Slowaken. Interessant ist die Ansiedlung walachischer Hirtenfamilien – besonders im Norden der Kleinen Fatra – während des 15. und 16. Jahrhunderts. Diese wurden allerdings innerhalb weniger Generationen von der slowakischen Bevölkerungsmehrheit assimiliert.

 Die relative Abgeschiedenheit vor allem des nördlichen Gebirgsteils begünstigte das Fortbestehen einiger Elemente volkstümlicher Kultur (Trachten, Tänze), allerdings mit deutlich rückläufiger Tendenz. Dagegen finden sich vielerorts noch zahlreiche lebendige Zeugnisse der slowakischen Volksarchitektur (z. B. holzschindelgedeckte Häuser).

## Wirtschaft
Wichtigster Wirtschaftszweig im Gebirge ist der Tourismus (s. u.).

 Von größerer Bedeutung sind auch die Forst- und die Weidewirtschaft. Ackerbau ist wegen der starken Geländegliederung mit vielen Hanglagen nur in eingeschränktem Umfang möglich.

 Die größeren Ortschaften am Gebirgsrand profitieren momentan vom Wirtschaftsaufschwung in der Slowakei. So errichtete der KIA-Konzern bei der Ortschaft Mojš in der Nähe von Žilina ein großes PKW-Werk, das im April 2007 seine Produktion aufgenommen hat.

## Tourismus
Die Kleine Fatra ist eine der bedeutendsten Fremdenverkehrsregionen der Slowakei. Dabei spielt die Krivánska Fatra die größere Rolle. Wichtigstes touristisches Zentrum ist das Vrátna-Tal (slowakisch Vrátna dolina). Eine Reihe der dieses Tal umgebenden Gipfel ist felsig. Unter ihnen tritt der zerklüftete Kalksteinberg Veľký Rozsutec (1610 m) hervor; er ist eine der botanisch reichsten Lokalitäten der Slowakei. Vom Vrátna-Tal aus ist mittels einer im Jahr 2006 in Betrieb genommenen Kabinenseilbahn der höchste Gipfel des Gebirges – der Veľký Kriváň – relativ leicht erreichbar. In den Kalksteingebieten entstanden wilde felsige Engpässe und Schluchten; so befindet sich bei Šútovo ein 38 Meter hoher Wasserfall. Weitere wichtige Touristenorte in diesem Teil der Kleinen Fatra sind Terchová, der Geburtsort von Juraj Jánošík, und Zázrivá.
Etwas weniger bekannt ist die Lúčanská Fatra. Der zentrale Teil dieser Region – die Martinské hole unweit der Stadt Martin – wird dabei am häufigsten besucht; hier befindet sich das – neben dem Vrátna-Tal – zweite größere Skigebiet der Kleinen Fatra. Von der Gipfelregion des höchsten Berges – der Veľká Lúka – ist ein weiter Ausblick in das Turzbecken möglich.
Touristisch bedeutsam sind die verschiedenen Kurorte, die sich aufgrund der guten Luft und der diversen Heilquellen in der kleinen Fatra angesiedelt haben.

## Verkehr
Die Kleine Fatra ist verkehrstechnisch recht gut erschlossen. Durch den Engpass Strečnianska tiesňava verläuft die Bahnstrecke Žilina–Košice (vormals Kaschau-Oderberger Bahn); in Vrútky zweigt die Strecke nach Süden über Martin nach Zvolen ab. Schließlich führt am Nordwestrand des Gebirges eine kleine regionale Verbindung von Žilina nach Rajec.

 In alle größeren Ortschaften am Gebirgsrand verkehren Busse. Einige Bergsiedlungen im Norden der Krivánska Fatra sind nur auf unbefestigten Fahrwegen oder sogar nur auf Fußpfaden erreichbar.

 Vom deutschsprachigen Ausland führt der schnellste Weg in die kleine Fatra über Prag oder Bratislava. Von dort aus gibt es direkte Schnellzüge unter anderem nach Žilina und Vrútky. Der Reisende hat neben der slowakischen Staatsbahn auch die Auswahl zwischen den privaten Bahnanbietern Regiojet (ab Prag und Bratislava) und Leo Express (ab Prag).

## Naturschutz

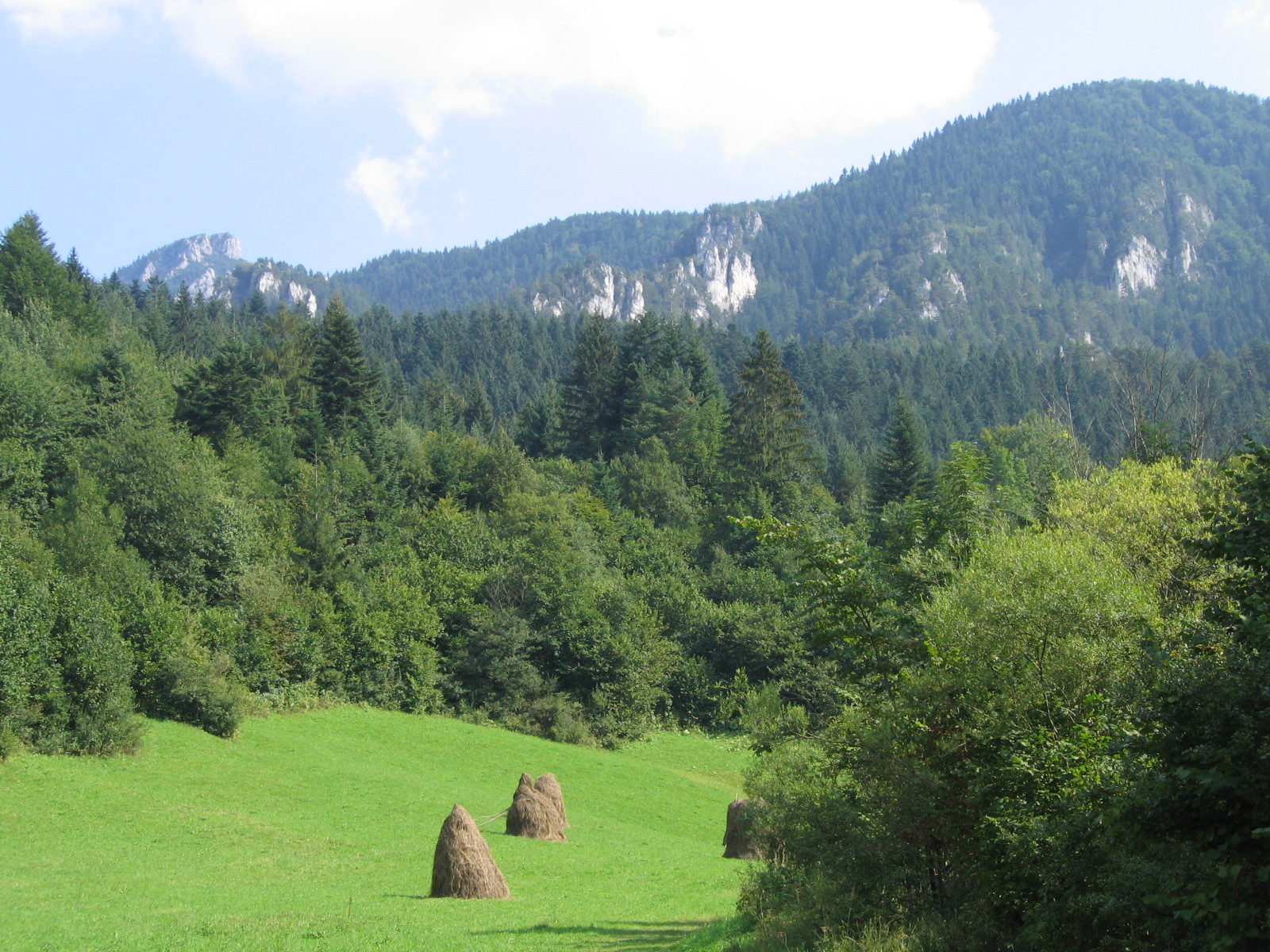
Kleine Fatra, Vrátna-Tal

Im Gebirge wurde im Jahr 1988 der Nationalpark Kleine Fatra eingerichtet; seine Größe beträgt 226,3 km². Er liegt ausschließlich auf dem Gebiet der Krivánska Fatra. Eine Reihe von Flächen inner- und außerhalb des Nationalparks sind unter besonderen Schutz gestellt worden:
- Národné prírodné rezervácie (NPR, Nationale Naturreservate)

Chleb (412,87 ha, seit 1967)
Kľačianska Magura (204,47 ha, 1976)
Kľak (85,71 ha, 1966)
Krivé (203,72 ha, 1979)
Minčol (96,1 ha, 1980)
Prípor (272,27 ha, 1980)
Rozsutec (841,55 ha, 1967)
Sokolec (199,24 ha, 1980)
Starý hrad (85,42 ha, 1967)
Šíp (301,52 ha, 1980)
Šrámková (243,65 ha, 1967)
Šútovská dolina (526,65 ha, 1967)
Suchý (429,42 ha, 1979)
Tiesňavy (479,21 ha, 1967)
Veľká Bránica (332,09 ha, 1967)
- Prírodné rezervácie (PR, Naturreservate)

Dubovské lúky (16,03 ha, seit 1980)
Goľove mláky (6,83 ha, 1988)
Hajasová (7,17 ha, 1976)
Hrabinka (0,40 ha, 1988)
Hrádok (6,75 ha, 1976)
Močiar (8,16 ha, 1993)
Paráč (45,27 ha, 1980)
Pod Rígľom (14,23 ha, 1984)
Veľká Lučivná (66,38 ha, 1967)
- Prírodné pamiatky (PP, Naturdenkmale)

Bôrická mláka (0,60 ha, seit 1974)
Domašínsky meander (80,37 ha, 1978)
Kraľoviansky meander (18,23 ha, 1990)
Krasniansky luh (15,21 ha, 1989)
Šútovská epigenéza (52,2 ha, 1979)
- Chránené areály (CHA, Geschützte Areale)

Hate (0,58 ha, seit 2001)

## Bedeutende Erhebungen
- Veľký Kriváň, 1709 m
- Malý Kriváň, 1671 m
- Chleb, 1647 m
- Veľký Rozsutec, 1610 m
- Stoh, 1608 m
- Veľká Lúka, 1476 m
- Suchý, 1468 m
- Minčol, 1364 m
- Kľak, 1352 m
- Malý Rozsutec, 1343 m

## Einige Ortschaften im Gebirge und der Umgebung
- Žilina (Sillein)
- Martin
- Rajec
- Kraľovany
- Varín
- Strečno
- Terchová
- Párnica

siehe auch: Fatra, Große Fatra